# Chiesa di San Volfango (Campo Tures)
La chiesa di San Volfango (in tedesco St.-Wolfgangs-Kirche) è la parrocchiale di Riva di Tures (Rein in Taufers), frazione di Campo Tures (Sand in Taufers) in Alto Adige. Appartiene al decanato di Tures della diocesi di Bolzano-Bressanone e risale al XV secolo.

## Storia

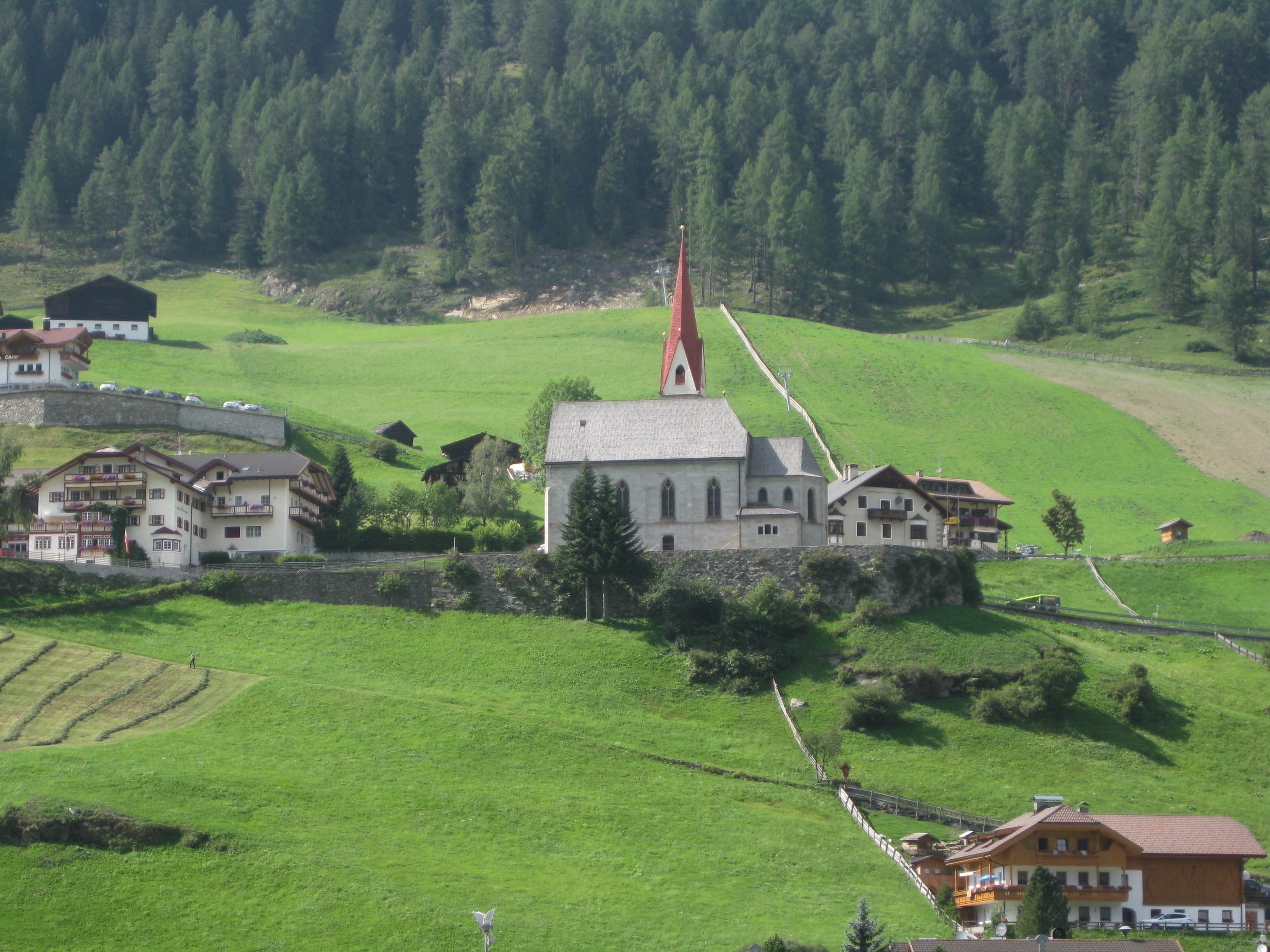
Panorama di Riva di Tures con la chiesa di San Volfango.

La prima volta che la parrocchiale di Riva di Tures venne citata è in una lettera del 1418 ma non si esclude che le sue origini siano pure anteriori.
La chiesa recente venne edificata sotto la direzione del tirolese Peter von Stadl nei primi anni del XX secolo ed ultimata entro il 1911. Alle maestranze tirolesi si devono anche i lavori per gli arredi, prima che il territorio entrasse a far parte del Regno d'Italia. Furono più di tremilaquattrocento i benefattori che contribuirono alle spese, e tra di loro vi fu anche l'imperatore austriaco Francesco Giuseppe I d'Austria.
L'intero complesso costituito da chiesa con torre campanaria, cimitero e cappella cimiteriale è divenuto oggetto di tutela come bene culturale e artistico nel 1988. In particolare la torre campanaria è ancora quella della struttura originale della fine del XV secolo.

## Descrizione
La chiesa è un monumento sottoposto a tutela col numero 16927 nella provincia autonoma di Bolzano.

### Esterno
L'edificio è posto a notevole altitudine, quasi 1.600 metri. Si trova in posizione elevata a dominare la valle creata dal Rio di Riva. Rappresenta un raro esempio di luogo di culto in stile neogotico in tutta l'Altro Adige costruito in tale periodo.

### Interno
La navata interna è unica e ospita nella sala tre diversi altari. Tutti questo, come il pulpito, sono stati scolpiti da Josef Bachlechner, di Brunico. La navata è ricca di decorazioni, e in particolare l'arco trionfale è stato dipinto da Emanuel Raffeiner di Schwaz secondo il gusto liberty ritraendo molti membri della comunità.
Di particola interesse è il presepe che Bachlechner ha scolpito e che si trova accanto all'altare dedicato a Maria.